# UFC Fight Night: Thomas vs. Florian
UFC Fight Night: Thomas vs. Florian（ユーエフシー・ファイトナイト：トーマス・バーサス・フロリアン、別名UFC Fight Night 11）は、アメリカ合衆国の総合格闘技団体「UFC」の大会の一つ。2007年9月19日、ネバダ州ラスベガスのザ・パールで開催された。
大会は、Spikeを通じて全米・カナダに無料放送された。

## 大会概要
メインイベントではディン・トーマスとケニー・フロリアンが対戦し、フロリアンがトーマスに一本勝ちを収めた。
マイク・スウィックがウェルター級転向後の復帰戦を行う予定であったが、肋骨の負傷により欠場。代わりにダスティン・ヘイズレットがジョナサン・グレと対戦し、腕ひしぎ十字固めにより一本勝ちを収めた。

## 試合結果

### プレリミナリィカード
第1試合 ウェルター級 5分3R
○  ダスティン・ヘイズレット vs.  ジョナサン・グレ ×
1R 1:14 腕ひしぎ十字固め
第2試合 ウェルター級 5分3R
○  チアゴ・アウベス vs.  弘中邦佳 ×
2R 4:04 TKO（レフェリーストップ：膝蹴り）
第3試合 ライト級 5分3R
○  グレイ・メイナード vs.  ジョー・ヴェレス ×
1R 0:09 KO（左フック）
第4試合 ライト級 5分3R
○  コール・ミラー vs.  レオナルド・ガルシア ×
3R終了 判定3-0（29-28、29-28、30-27）
第5試合 ウェルター級 5分3R
○  ルーク・クモ vs.  エジベルト・クロコタ ×
1R 1:45 TKO（レフェリーストップ：パウンド）

### メインカード
第6試合 ミドル級 5分3R
○  ネイサン・クォーリー vs.  ピート・セル ×
3R 0:44 KO（右ストレート）
第7試合 ライト級 5分3R
○  ネイト・ディアス vs.  ジュニオール・アスンソン ×
1R 4:10 フロントチョーク
第8試合 ミドル級 5分3R
○  クリス・リーベン vs.  テリー・マーティン ×
3R 3:56 KO（左フック）
第9試合 ライト級 5分3R
○  ケニー・フロリアン vs.  ディン・トーマス ×
1R 4:31 チョークスリーパー

### 各賞
ファイト・オブ・ザ・ナイト： コール・ミラー vs. レオナルド・ガルシア
ノックアウト・オブ・ザ・ナイト： クリス・リーベン
サブミッション・オブ・ザ・ナイト： ダスティン・ヘイズレット
各選手にはボーナスとして5万ドルが授与された。